# Sansão de Constantinopla
Sansão de Constantinopla, tambem conhecido como São Sansão ou Sansão, o hospitaleiro (em grego: Σαμψὼν ὁ φιλόξενος; romaniz.: Sampsón ho philóxenos, morto c. 530) foi um cidadão de Constantinopla que dedicou seu tempo a servir os pobres da cidade. Ele é venerado como um santo nas igrejas orientais.

## Vida
Sansão nasceu em Roma em uma família importante. Ele era um médico que dedicou grande parte de seu tempo a ajudar os pobres e doentes. Ele transformou sua casa em uma clínica gratuita, fornecendo alimentos e hospedagem a seus pacientes, além de assistência médica. Mais tarde, ele foi ordenado sacerdote pelo patriarca. Quando o imperador bizantino Justiniano, o Grande, ficou doente, enviou Sansão para curá-lo. Ele era o único médico na cidade a fazer algum bem ao imperador, e o imperador queria recompensá-lo. Sansão solicitou que o imperador o ajudasse a estabelecer um novo hospital para os pobres. Com a assistência do imperador, Sansão fundou o hospital, que se tornou a maior clínica gratuita do império e serviu o povo de Constantinopla por 600 anos.
Sansão foi enterrado na Igreja do Santo Mártir Mócio em Constantinopla. Foi no dia da sua festa que Pedro, o Grande, derrotou Carlos XII da Suécia na batalha de Poltava. Isso levou à sua veneração na Rússia, incluindo a construção da Catedral de São Sansão em São Petersburgo.